# ستییو د لا آدرادا
ستییو د لا آدرادا دهستانی در استان آبیلای اسپانیا است.
در این دهستان ۳٬۶۹۱ نفر زندگی می‌کنند. مساحت این دهستان ۴۳٫۴۳ کیلومتر مربع است.